# Clasificación de AFC y OFC para la Copa Mundial de Fútbol de 1982
El torneo de clasificación de la AFC y la OFC para la Copa Mundial de Fútbol de 1982 fue disputado por un total de 20 selecciones, después del retiro de Irán. En juego estaban las dos plazas asignadas por la FIFA para las zonas de Asia y Oceanía, de las 24 totales del mundial.
Fue el último proceso clasificatorio en el que compitieron conjuntamente las selecciones de la AFC y la OFC. A partir de 1986, Oceanía dispuso de su propia eliminatoria continental, separada del de Asia.
Las 20 selecciones se dividieron en cuatro grupos. De cada grupo saldría un equipo clasificado, según reglas de competición independientes, para la disputa de una ronda final, de la que saldrían los dos equipos con el pase para el mundial.

## Grupo 1
El grupo lo integraron cinco equipos, que disputaron un sistema de liguilla a partidos de ida y vuelta. El primer clasificado del grupo pasaría a la ronda final.
| Equipo        | Pts | PJ | PG | PE | PP | GF | GC | Dif |
| ------------- | --- | -- | -- | -- | -- | -- | -- | --- |
| Nueva Zelanda | 14  | 8  | 6  | 2  | 0  | 31 | 3  | 28  |
| Australia     | 10  | 8  | 4  | 2  | 2  | 22 | 9  | 13  |
| Indonesia     | 6   | 8  | 2  | 2  | 4  | 5  | 14 | -9  |
| China Taipéi  | 5   | 8  | 1  | 3  | 4  | 5  | 8  | -3  |
| Fiyi          | 5   | 8  | 1  | 3  | 4  | 6  | 35 | -29 |

Resumen de partidos:
| 25 de abril de 1981 Nueva Zelanda | Nueva Zelanda                                           | 3:3 (2:3) | Australia                              | Mount Smart Stadium, Auckland                                             |                                                                           |
|                                   | Grant Turner 25' · Steve Wooddin 34' · Steve Sumner 80' |           | Eddie Krncevic 15' 42' · Ken Boden 31' | Asistencia: 10.000 espectadores · Árbitro(s): Gian Franco Mencgali Italia | Asistencia: 10.000 espectadores · Árbitro(s): Gian Franco Mencgali Italia |

| 3 de mayo de 1981 Fiyi | Fiyi | 0:4 (0:3) | Nueva Zelanda                              | Govind Park, Suva                  |                                    |
|                        |      |           | Brian Turner 8' 31' 85' · Steve Sumner 20' | Árbitro(s): Otman bin Omar Malasia | Árbitro(s): Otman bin Omar Malasia |

| 7 de mayo de 1981 China Taipéi | China Taipéi | 0:0 (0:0) | Nueva Zelanda | Estadio Municipal de Taipéi, Taipéi                           |  |
|                                |              |           |               | Asistencia: 12.000 espectadores Árbitro(s): Tosio Asami Japón |  |

| 11 de mayo de 1981 Indonesia | Indonesia | 0:2 (0:1) | Nueva Zelanda                       | Estadio Bung Karno, Yakarta                                           |                                                                       |
|                              |           |           | Brian Turner 18' · Grant Turner 75' | Asistencia: 47.000 espectadores Árbitro(s): Nobnom Ausukont Tailandia | Asistencia: 47.000 espectadores Árbitro(s): Nobnom Ausukont Tailandia |

| 16 de mayo de 1981 Australia | Australia | 0:2 (0:1) | Nueva Zelanda                        | Sydney Cricket Ground, Sídney                                          |                                                                        |
|                              |           |           | Steve Wooddin 29' · Grant Turner 81' | Asistencia: 15.854 espectadores Árbitro(s): George Courtney Inglaterra | Asistencia: 15.854 espectadores Árbitro(s): George Courtney Inglaterra |

| 20 de mayo de 1981 Australia | Australia                            | 2:0 (2:0) | Indonesia | Estadio Parque Olímpico, Melbourne                                          |                                                                             |
|                              | John Kosmina 29' · Alan Davidson 33' |           |           | Asistencia: 10.000 espectadores Árbitro(s): Viriato Garcia Olivera Portugal | Asistencia: 10.000 espectadores Árbitro(s): Viriato Garcia Olivera Portugal |

| 23 de mayo de 1981 Nueva Zelanda | Nueva Zelanda                                                                  | 5:0 (2:0) | Indonesia | Mount Smart Stadium, Auckland                                              |                                                                            |
|                                  | Steve Wooddin 9' · Brian Turner 34' · Grant Turner 59' 66' · Adrián Elrick 82' |           |           | Asistencia: 4.742 espectadores Árbitro(s): Viriato Garcia Olivera Portugal | Asistencia: 4.742 espectadores Árbitro(s): Viriato Garcia Olivera Portugal |

| 30 de mayo de 1981 Nueva Zelanda | Nueva Zelanda                        | 2:0 (1:0) | China Taipéi | Mount Smart Stadium, Auckland                                      |                                                                    |
|                                  | Steve Wooddin 14' · Grant Turner 75' |           |              | Asistencia: 3.077 espectadores Árbitro(s): Tony Boskovic Australia | Asistencia: 3.077 espectadores Árbitro(s): Tony Boskovic Australia |

| 31 de mayo de 1981 Fiyi | Fiyi | 0:0 (0:0) | Indonesia | Govind Park, Suva                                                 |  |
|                         |      |           |           | Asistencia: 8.000 espectadores Árbitro(s): Lee Kok Leong Singapur |  |

| 6 de junio de 1981 Fiyi | Fiyi              | 2:1 (1:1) | China Taipéi      | Govind Park, Suva                                                     |                                                                       |
|                         | Ratu Jone 35' 55' |           | Chang Kuo Chi 40' | Asistencia: 6.000 espectadores Árbitro(s): Harpadjan Dhillon Singapur | Asistencia: 6.000 espectadores Árbitro(s): Harpadjan Dhillon Singapur |

| 10 de junio de 1981 Australia | Australia                                              | 3:2 (1:0) | China Taipéi       | Hindmarsh Stadium, Adelaida                                  |                                                              |
|                               | Tony Henderson 17' · John Kosmina 54' · Gary Byrne 68' |           | Deng Chyan 82' 89' | Asistencia: 3.200 espectadores Árbitro(s): Getkaew Tailandia | Asistencia: 3.200 espectadores Árbitro(s): Getkaew Tailandia |

| 15 de junio de 1981 Indonesia | Indonesia        | 1:0 (0:0) | China Taipéi | Estadio Bung Karno, Yakarta                                     |                                                                 |
|                               | Hadi Ismanto 75' |           |              | Asistencia: 14.000 espectadores Árbitro(s): Charupunt Tailandia | Asistencia: 14.000 espectadores Árbitro(s): Charupunt Tailandia |

| 28 de junio de 1981 República de China | China Taipéi                  | 2:0 (2:0) | Indonesia | Estadio Municipal de Taipéi, Taipéi                    |                                                        |
|                                        | Deng Chyan 32' · Jyn Tson 37' |           |           | Asistencia: 7.500 espectadores Árbitro(s): Nishi Japón | Asistencia: 7.500 espectadores Árbitro(s): Nishi Japón |

| 26 de julio de 1981 Fiyi | Fiyi               | 1:4 (0:4) | Australia                                               | Govind Park, Suva                                                  |                                                                    |
|                          | Meli Vuilabasa 83' |           | Gary Cole 4' 31' · Murray Barnes 10' · Peter Sharne 28' | Asistencia: 11.000 espectadores Árbitro(s): Hardjowasito Indonesia | Asistencia: 11.000 espectadores Árbitro(s): Hardjowasito Indonesia |

| 4 de agosto de 1981 República de China | China Taipéi | 0:0 (0:0) | Fiyi | Estadio Municipal de Taipéi, Taipéi                                   |  |
|                                        |              |           |      | Asistencia: 5.600 espectadores Árbitro(s): César Brillantes Filipinas |  |

| 10 de agosto de 1981 Indonesia | Indonesia                                  | 3:3 (3:1) | Fiyi                                                          | Estadio Bung Karno, Yakarta                                       |                                                                   |
|                                | Budi Johannis 9' · Herry Risdianto 18' 39' |           | John Morris Williams 40' · Ratu Jone 47' · Meli Vuilabasa 85' | Asistencia: 16.000 espectadores Árbitro(s): Tulu Gurkan Filipinas | Asistencia: 16.000 espectadores Árbitro(s): Tulu Gurkan Filipinas |

| 14 de agosto de 1981 Australia | Australia                                                         | 10:0 (3:0) | Fiyi | Estadio Parque Olímpico, Melbourne                            |                                                               |
|                                | Dave Mitchell 29' 35' 83' · Gary Cole 42' 52' 64' 67' 71' 75' 78' |            |      | Asistencia: 3.500 espectadores Árbitro(s): Ausukont Tailandia | Asistencia: 3.500 espectadores Árbitro(s): Ausukont Tailandia |

| 16 de agosto de 1981 Nueva Zelanda | Nueva Zelanda | 13:0 (7:0) | Fiyi | Mount Smart Stadium, Auckland                                |                                                              |
|                                    | Steve Wooddin 2' · Steve Sumner 8' 45' 55' 60' 72' 86' · Grant Turner 9' 31' · Duncan Cole 36' · Brian Turner 40' 85' · Keith Mackay 48' |            |      | Asistencia: 3.345 espectadores Árbitro(s): Getkaew Tailandia | Asistencia: 3.345 espectadores Árbitro(s): Getkaew Tailandia |

| 30 de agosto de 1981 Indonesia | Indonesia           | 1:0 (0:0) | Australia | Estadio Bung Karno, Yakarta                                          |                                                                      |
|                                | Herry Risdianto 88' |           |           | Asistencia: 25.000 espectadores Árbitro(s): Reinaldo Reyes Filipinas | Asistencia: 25.000 espectadores Árbitro(s): Reinaldo Reyes Filipinas |

| 6 de septiembre de 1981 República de China | China Taipéi | 0:0 (0:0) | Australia | Estadio Municipal de Taipéi, Taipéi                              |  |
|                                            |              |           |           | Asistencia: 7.000 espectadores Árbitro(s): Tulu Gurkan Filipinas |  |

## Grupo 2
Cinco equipos compusieron el grupo. El clasificado para la ronda final sería el campeón de una liguilla a un solo partido, disputado en Riad, Arabia Saudita.
| Equipo         | Pts | PJ | PG | PE | PP | GF | GC | Dif |
| -------------- | --- | -- | -- | -- | -- | -- | -- | --- |
| Arabia Saudita | 8   | 4  | 4  | 0  | 0  | 5  | 0  | 5   |
| Irak           | 6   | 4  | 3  | 0  | 1  | 5  | 2  | 3   |
| Catar          | 4   | 4  | 2  | 0  | 2  | 5  | 3  | 2   |
| Baréin         | 2   | 4  | 1  | 0  | 3  | 1  | 6  | -5  |
| Siria          | 0   | 4  | 0  | 0  | 4  | 2  | 7  | -5  |

Resumen de partidos:
| 18 de marzo de 1981 Arabia Saudita | Irak              | 1:0 (1:0) | Catar | Estadio Príncipe Faisal bin Fahd, Riad                              |                                                                     |
|                                    | Hussein Saeed 84' |           |       | Asistencia: 10.751 espectadores Árbitro(s): Tony Boskovic Australia | Asistencia: 10.751 espectadores Árbitro(s): Tony Boskovic Australia |

| 19 de marzo de 1981 Arabia Saudita | Baréin             | 1:0 (0:0) | Siria | Estadio Príncipe Faisal bin Fahd, Riad                   |                                                          |
|                                    | Fouad Boushagr 89' |           |       | Asistencia: 4.154 espectadores Árbitro(s): T. Sano Japón | Asistencia: 4.154 espectadores Árbitro(s): T. Sano Japón |

| 21 de marzo de 1981 Arabia Saudita | Arabia Saudita    | 1:0 (0:0) | Irak | Estadio Príncipe Faisal bin Fahd, Riad                                   |                                                                          |
|                                    | Amin Mohammad 82' |           |      | Asistencia: 18.738 espectadores · Árbitro(s): Mario Rubio Vázquez México | Asistencia: 18.738 espectadores · Árbitro(s): Mario Rubio Vázquez México |

| 22 de marzo de 1981 Arabia Saudita | Catar                                            | 3:0 (2:0) | Baréin | Estadio Príncipe Faisal bin Fahd, Riad                            |                                                                   |
|                                    | Mansour Bekhit 21' 64' · Khalid Al Muhannadi 35' |           |        | Asistencia: 1.662 espectadores Árbitro(s): Lee Kok Leong Singapur | Asistencia: 1.662 espectadores Árbitro(s): Lee Kok Leong Singapur |

| 24 de marzo de 1981 Arabia Saudita | Arabia Saudita      | 2:0 (0:0) | Siria | Estadio Príncipe Faisal bin Fahd, Riad                  |                                                         |
|                                    | Saud Jassem 47' 62' |           |       | Asistencia: 30.000 espectadores Árbitro(s): Nishi Japón | Asistencia: 30.000 espectadores Árbitro(s): Nishi Japón |

| 25 de marzo de 1981 Arabia Saudita | Irak                              | 2:0 (1:0) | Baréin | Estadio Príncipe Faisal bin Fahd, Riad                      |                                                             |
|                                    | Hadi Ahmed 26' · Adnan Dirjal 89' |           |        | Asistencia: 1.752 espectadores Árbitro(s): Dhillon Singapur | Asistencia: 1.752 espectadores Árbitro(s): Dhillon Singapur |

| 27 de marzo de 1981 Arabia Saudita | Catar                                 | 2:1 (1:1) | Siria                 | Estadio Príncipe Faisal bin Fahd, Riad                             |                                                                    |
|                                    | Ibrahim Ahmed 8' · Mansour Bekhit 53' |           | Shait Ahmed Jehad 15' | Asistencia: 3.967 espectadores Árbitro(s): Peter Rampley Australia | Asistencia: 3.967 espectadores Árbitro(s): Peter Rampley Australia |

| 28 de marzo de 1981 Arabia Saudita | Arabia Saudita       | 1:0 (0:0) | Baréin | Estadio Príncipe Faisal bin Fahd, Riad                   |                                                          |
|                                    | Shaye Al-Nafisah 71' |           |        | Asistencia: 7.876 espectadores Árbitro(s): T. Sano Japón | Asistencia: 7.876 espectadores Árbitro(s): T. Sano Japón |

| 30 de marzo de 1981 Arabia Saudita | Irak                                 | 2:1 (1:0) | Siria                 | Estadio Príncipe Faisal bin Fahd, Riad                             |                                                                    |
|                                    | Nazar Ashraf 34' · Adel Khudhair 63' |           | Shait Ahmed Jehad 47' | Asistencia: 3.285 espectadores Árbitro(s): Peter Rampley Australia | Asistencia: 3.285 espectadores Árbitro(s): Peter Rampley Australia |

| 31 de marzo de 1981 Arabia Saudita | Arabia Saudita   | 1:0 (0:0) | Catar | Estadio Príncipe Faisal bin Fahd, Riad                              |                                                                     |
|                                    | Yusuf Al Ola 85' |           |       | Asistencia: 40.000 espectadores Árbitro(s): Tony Boskovic Australia | Asistencia: 40.000 espectadores Árbitro(s): Tony Boskovic Australia |

## Grupo 3
El Grupo 3 estaba formado por cuatro equipos solamente, de los cuales se clasificó el campeón de una liguilla a un partido, disputada en la ciudad de Kuwait.
| Equipo        | Pts | PJ | PG | PE | PP | GF | GC | Dif |
| ------------- | --- | -- | -- | -- | -- | -- | -- | --- |
| Kuwait        | 6   | 3  | 3  | 0  | 0  | 12 | 0  | 12  |
| Corea del Sur | 4   | 3  | 2  | 0  | 1  | 7  | 4  | 3   |
| Malasia       | 1   | 3  | 0  | 1  | 2  | 3  | 8  | -5  |
| Tailandia     | 1   | 3  | 0  | 1  | 2  | 3  | 13 | -10 |

Resumen de partidos:
| 21 de abril de 1981 Kuwait | Corea del Sur                      | 2:1 (1:1) | Malasia                 | Estadio Al-Sadaqua Walsalam, Kuwait                  |                                                      |
|                            | Hong Sung-Ho 33' · Lee Kang-Jo 84' |           | James Wong Chye Fook 6' | Asistencia: 4.000 espectadores Árbitro(s): Hong Kong | Asistencia: 4.000 espectadores Árbitro(s): Hong Kong |

| 22 de abril de 1981 Kuwait | Kuwait | 6:0 (4:0) | Tailandia | Estadio Al-Sadaqua Walsalam, Kuwait                      |                                                          |
|                            | Abdulaziz Al-Anbari 9' 37' · Jasem Yaqoub 12' · Fathi Kameel 34' · Mohammed Karam 62' · Faisal Al-Dakhil 80' |           |           | Asistencia: 5.000 espectadores Árbitro(s): D'Souza India | Asistencia: 5.000 espectadores Árbitro(s): D'Souza India |

| 24 de abril de 1981 Kuwait | Corea del Sur                                                                | 5:1 (2:1) | Tailandia           | Estadio Al-Sadaqua Walsalam, Kuwait                               |                                                                   |
|                            | Choi Soon-Ho 26' 85' · Choi Jong-Deok 33' · Oh Seok-Jae 68' · Lee Tae-Ho 70' |           | Piyapong Pue-on 36' | Asistencia: 1.000 espectadores Árbitro(s): Hardjowasito Indonesia | Asistencia: 1.000 espectadores Árbitro(s): Hardjowasito Indonesia |

| 25 de abril de 1981 Kuwait | Kuwait                                                          | 4:0 (2:0) | Malasia | Estadio Al-Sadaqua Walsalam, Kuwait                                   |                                                                       |
|                            | Jasem Yaqoub 1' · Mahboub Juma'a 23' 46' · Nassir Al-Ghanem 59' |           |         | Asistencia: 15.000 espectadores Árbitro(s): Cheung Kwok Hui Hong Kong | Asistencia: 15.000 espectadores Árbitro(s): Cheung Kwok Hui Hong Kong |

| 27 de abril de 1981 Kuwait | Malasia             | 2:2 (0:0) | Tailandia                                          | Estadio Al-Sadaqua Walsalam, Kuwait                              |                                                                  |
|                            | Ibrahim Din 54' 70' |           | Sompit Suwannapluoh 49' · Khan Thatat Songwuti 74' | Asistencia: 2.000 espectadores Árbitro(s): Bob Valentine Escocia | Asistencia: 2.000 espectadores Árbitro(s): Bob Valentine Escocia |

| 29 de abril de 1981 Kuwait | Kuwait                                         | 2:0 (0:0) | Corea del Sur | Estadio Al-Sadaqua Walsalam, Kuwait                                         |                                                                             |
|                            | Abdulaziz Al-Anbari 50' · Nassir Al-Ghanem 81' |           |               | Asistencia: 15.000 espectadores · Árbitro(s): Gilberto Aristizábal Colombia | Asistencia: 15.000 espectadores · Árbitro(s): Gilberto Aristizábal Colombia |

## Grupo 4
Los seis equipos emplazados en el último grupo, se dividieron a su vez en dos grupos, donde los dos primeros clasificados de cada uno disputarían unas semifinales y posteriormente una final para decidir el clasificado a la ronda final. Todos los partidos de este grupo se disputaron en Hong Kong.

### Clasificación
La división de los seis equipos en dos grupos se realizó en función de los siguientes partidos:

| 21 de diciembre de 1980 Hong Kong | Hong Kong | 0:1 (0:0) | China            | So Kon Po Stadium, Hong Kong                                         |                                                                      |
|                                   |           |           | Chen Jingang 89' | Asistencia: 25.602 espectadores Árbitro(s): Al-Mauzan Arabia Saudita | Asistencia: 25.602 espectadores Árbitro(s): Al-Mauzan Arabia Saudita |

| 22 de diciembre de 1980 Hong Kong | Japón              | 1:0 (1:0) | Singapur | So Kon Po Stadium, Hong Kong                                         |                                                                      |
|                                   | Kazushi Kimura 20' |           |          | Asistencia: 3.730 espectadores Árbitro(s): Nobnom Ausukont Tailandia | Asistencia: 3.730 espectadores Árbitro(s): Nobnom Ausukont Tailandia |

| 22 de diciembre de 1980 Hong Kong | Corea del Norte                                      | 3:0 (2:0) | Macao | So Kon Po Stadium, Hong Kong                                 |                                                              |
|                                   | Li Yong-Sob 34' · Li Chang-Ha 41' · Kim Yong-Nam 87' |           |       | Asistencia: 3.730 espectadores Árbitro(s): Demirdjian Líbano | Asistencia: 3.730 espectadores Árbitro(s): Demirdjian Líbano |

China, Macao y Japón formaron el Grupo A, y Hong Kong, Corea del Norte y Singapur el Grupo B.

### Grupo A
| Equipo | Pts | PJ | PG | PE | PP | GF | GC | Dif |
| ------ | --- | -- | -- | -- | -- | -- | -- | --- |
| China  | 4   | 2  | 2  | 0  | 0  | 4  | 0  | 4   |
| Japón  | 2   | 2  | 1  | 0  | 1  | 3  | 1  | 2   |
| Macao  | 0   | 2  | 0  | 0  | 2  | 0  | 6  | -6  |

Resumen de partidos:
| 24 de diciembre de 1980 Hong Kong | China                                                  | 3:0 (2:0) | Macao | So Kon Po Stadium, Hong Kong                                        |                                                                     |
|                                   | Gu Guangming 17' · Zuo Shusheng 20' · Rong Zhixing 59' |           |       | Asistencia: 16.562 espectadores Árbitro(s): Vijit Getkaew Tailandia | Asistencia: 16.562 espectadores Árbitro(s): Vijit Getkaew Tailandia |

| 26 de diciembre de 1980 Hong Kong | China           | 1:0 (1:0) | Japón | So Kon Po Stadium, Hong Kong                                     |                                                                  |
|                                   | Rong Zhixing 7' |           |       | Asistencia: 16.900 espectadores Árbitro(s): Ali Al-Bannai Kuwait | Asistencia: 16.900 espectadores Árbitro(s): Ali Al-Bannai Kuwait |

| 28 de diciembre de 1980 Hong Kong | Japón                                                         | 3:0 (0:0) | Macao | So Kon Po Stadium, Hong Kong                                    |                                                                 |
|                                   | Kazushi Kimura 68' · Hideki Maeda 80' · Haruhisa Hasegawa 88' |           |       | Asistencia: 27.629 espectadores Árbitro(s): Marvan Arafat Siria | Asistencia: 27.629 espectadores Árbitro(s): Marvan Arafat Siria |

### Grupo B
| Equipo          | Pts | PJ | PG | PE | PP | GF | GC | Dif |
| --------------- | --- | -- | -- | -- | -- | -- | -- | --- |
| Corea del Norte | 3   | 2  | 1  | 1  | 0  | 3  | 2  | 1   |
| Hong Kong       | 2   | 2  | 0  | 2  | 0  | 3  | 3  | 0   |
| Singapur        | 1   | 2  | 0  | 1  | 1  | 1  | 2  | -1  |

Resumen de partidos:
| 24 de diciembre de 1980 Hong Kong | Hong Kong         | 1:1 (0:0) | Singapur                     | So Kon Po Stadium, Hong Kong                                    |                                                                 |
|                                   | Choi York Yee 55' |           | Thasmbiayah Pathmanathan 87' | Asistencia: 16.562 espectadores Árbitro(s): Marvan Arafat Siria | Asistencia: 16.562 espectadores Árbitro(s): Marvan Arafat Siria |

| 26 de diciembre de 1980 Hong Kong | Corea del Norte | 1:0 (1:0) | Singapur | So Kon Po Stadium, Hong Kong                                              |                                                                           |
|                                   | Li Yong-Sob 7'  |           |          | Asistencia: 16.900 espectadores Árbitro(s): Ibrahim Youssef Al-Doy Baréin | Asistencia: 16.900 espectadores Árbitro(s): Ibrahim Youssef Al-Doy Baréin |

| 28 de diciembre de 1980 Hong Kong | Hong Kong                            | 2:2 (1:2) | Corea del Norte                  | So Kon Po Stadium, Hong Kong                                  |                                                               |
|                                   | Wan Chi Keung 40' · Wu Kwok Hung 62' |           | Li Yong-Man 3' · Li Yong-Sob 25' | Asistencia: 27.629 espectadores Árbitro(s): Demirdjian Líbano | Asistencia: 27.629 espectadores Árbitro(s): Demirdjian Líbano |

### Semifinales
| 30 de diciembre de 1980 Hong Kong | Corea del Norte   | 1:0 (0:0) (1:0 t. s.) | Japón | So Kon Po Stadium, Hong Kong                                   |                                                                |
|                                   | Kim Yong-Nam 114' |                       |       | Asistencia: 8.266 espectadores Árbitro(s): Ali Albannai Kuwait | Asistencia: 8.266 espectadores Árbitro(s): Ali Albannai Kuwait |

| 31 de diciembre de 1980 Hong Kong | Hong Kong                                                                 | 0:0 (0:0) (0:0 t. s.)(4:5 p.) | China                                                                    | So Kon Po Stadium, Hong Kong                                  |  |
|                                   |                                                                           |                               |                                                                          | Asistencia: 27.582 espectadores Árbitro(s): Getkaew Tailandia |  |
|                                   |                                                                           | Tiros desde el punto penal    |                                                                          |                                                               |  |
|                                   | Wu Kwok Hung · Chee Yit Bo · Chan Fat Chi · Fung Chi Ming · Wan Chi Keung |                               | Huang Xiangdong · Zuo Shusheng · Chi Shangbin · Wang Feng · Rong Zhixing |                                                               |  |

### Final
| 4 de enero de 1981 Hong Kong | China                                                          | 4:2 (2:2) (2:0 t. s.) | Corea del Norte                   | So Kon Po Stadium, Hong Kong                              |                                                           |
|                              | Huang Xiangdong 44' 110' · Chen Xirong 55' · Gu Guangming 112' |                       | Li Chang-Ha 2' · Kim Yong-Nam 56' | Asistencia: 15.974 espectadores Árbitro(s): Al-Deq Baréin | Asistencia: 15.974 espectadores Árbitro(s): Al-Deq Baréin |

## Ronda Final
Los cuatro equipos clasificados para la ronda final disputaron una liguilla a doble partido, en la que obtendrían el pase para el mundial las dos selecciones mejor clasificadas.
| Equipo         | Pts | PJ | PG | PE | PP | GF | GC | Dif |
| -------------- | --- | -- | -- | -- | -- | -- | -- | --- |
| Kuwait         | 9   | 6  | 4  | 1  | 1  | 8  | 6  | 2   |
| Nueva Zelanda  | 7   | 6  | 2  | 3  | 1  | 11 | 6  | 5   |
| China          | 7   | 6  | 3  | 1  | 2  | 9  | 4  | 5   |
| Arabia Saudita | 1   | 6  | 0  | 1  | 5  | 4  | 16 | -12 |

(*) Los enfrentamientos entre Arabia Saudita y China se disputaron sobre un campo neutral en Kuala Lumpur, Malasia.

Resumen de partidos:
| 24 de septiembre de 1981 China | China | 0:0 (0:0) | Nueva Zelanda | Estadio Gongti, Pekín                                     |  |
|                                |       |           |               | Asistencia: 63.000 espectadores Árbitro(s): T. Sano Japón |  |

| 3 de octubre de 1981 Nueva Zelanda | Nueva Zelanda     | 1:0 (1:0) | China | Mount Smart Stadium, Auckland                                 |                                                               |
|                                    | Ricki Herbert 43' |           |       | Asistencia: 15.903 espectadores Árbitro(s): Getkaew Tailandia | Asistencia: 15.903 espectadores Árbitro(s): Getkaew Tailandia |

| 10 de octubre de 1981 Nueva Zelanda | Nueva Zelanda     | 1:2 (1:0) | Kuwait                                  | Mount Smart Stadium, Auckland                                      |                                                                    |
|                                     | Steve Wooddin 24' |           | Faisal Al-Dakhil 61' · Jasem Yaqoub 90' | Asistencia: 21.101 espectadores Árbitro(s): Hardjowasito Indonesia | Asistencia: 21.101 espectadores Árbitro(s): Hardjowasito Indonesia |

| 18 de octubre de 1981 China | China                                                  | 3:0 (2:0) | Kuwait | Estadio Gongti, Pekín                                               |                                                                     |
|                             | Rong Zhixing 24' · Gu Guangming 28' · Shen Xiangfu 59' |           |        | Asistencia: 63.000 espectadores Árbitro(s): Tony Boskovic Australia | Asistencia: 63.000 espectadores Árbitro(s): Tony Boskovic Australia |

| 4 de noviembre de 1981 Arabia Saudita | Arabia Saudita | 0:1 (0:0) | Kuwait                  | Estadio Príncipe Faisal bin Fahd, Riad                          |                                                                 |
|                                       |                |           | Abdulaziz Al-Anberi 55' | Asistencia: 28.000 espectadores Árbitro(s): Alf Grey Inglaterra | Asistencia: 28.000 espectadores Árbitro(s): Alf Grey Inglaterra |

| 12 de noviembre de 1981 Malasia | China                                                                        | 4:2 (0:2) | Arabia Saudita                           | Estadio Merdeka, Kuala Lumpur                                |                                                              |
|                                 | Zuo Shusheng 62' · Chen Jingang 63' · Gu Guangming 76' · Huang Xiangdong 88' |           | Ahmed Al Nifawi 10' · Majed Abdullah 11' | Asistencia: 40.000 espectadores · Árbitro(s): Ponnet Bélgica | Asistencia: 40.000 espectadores · Árbitro(s): Ponnet Bélgica |

| 19 de noviembre de 1981 Malasia | Arabia Saudita | 0:2 (0:2) | China                                 | Estadio Merdeka, Kuala Lumpur                                            |                                                                          |
|                                 |                |           | Huang Xiangdong 24' · Cai Jinbiao 27' | Asistencia: 45.000 espectadores · Árbitro(s): José Roberto Wright Brasil | Asistencia: 45.000 espectadores · Árbitro(s): José Roberto Wright Brasil |

| 28 de noviembre de 1981 Nueva Zelanda | Nueva Zelanda                         | 2:2 (1:2) | Arabia Saudita         | Mount Smart Stadium, Auckland           |                                         |
|                                       | Billy McClure 15' · Ricki Herbert 87' |           | Majed Abdullah 37' 41' | Árbitro(s): Arturo Ithurralde Argentina | Árbitro(s): Arturo Ithurralde Argentina |

| 30 de noviembre de 1981 Kuwait | Kuwait                 | 1:0 (1:0) | China | Estadio Mohammed Al-Hamad, Kuwait                                  |                                                                    |
|                                | Abdulaziz Al-Anberi 7' |           |       | Asistencia: 15.000 espectadores Árbitro(s): Lee Kok Leong Singapur | Asistencia: 15.000 espectadores Árbitro(s): Lee Kok Leong Singapur |

| 7 de diciembre de 1981 Kuwait | Kuwait                   | 2:0 (1:0) | Arabia Saudita | Estadio Mohammed Al-Hamad, Kuwait                                    |                                                                      |
|                               | Faisal Al-Dakhil 36' 56' |           |                | Asistencia: 25.000 espectadores Árbitro(s): Redelfs Alemania Federal | Asistencia: 25.000 espectadores Árbitro(s): Redelfs Alemania Federal |

| 14 de diciembre de 1981 Kuwait | Kuwait                                 | 2:2 (1:0) | Nueva Zelanda                       | Estadio Mohammed Al-Hamad, Kuwait                                           |                                                                             |
|                                | Fathi Kameel 41' · Sami Al-Hashash 89' |           | Steve Sumner 65' · Wynton Rufer 66' | Asistencia: 20.000 espectadores Árbitro(s): Henning Lund-Sørensen Dinamarca | Asistencia: 20.000 espectadores Árbitro(s): Henning Lund-Sørensen Dinamarca |

| 19 de diciembre de 1981 Arabia Saudita | Arabia Saudita | 0:5 (0:5) | Nueva Zelanda                                                          | Estadio Príncipe Faisal bin Fahd, Riad                                   |                                                                          |
|                                        |                |           | Wynton Rufer 16' 39' · Brian Turner 17' 43' (pen.) · Steve Wooddin 38' | Asistencia: 5.000 espectadores · Árbitro(s): Charles Corver Países Bajos | Asistencia: 5.000 espectadores · Árbitro(s): Charles Corver Países Bajos |

### Partido desempate
Nueva Zelanda y China acabaron la liguilla empatados a puntos y también en la diferencia de goles marcados y encajados, por lo que hizo falta un partido de desempate, disputado en Singapur, para conocer al segundo clasificado para el mundial.
| 10 de enero de 1982 Singapur | Nueva Zelanda                        | 2:1 (1:0) | China               | Estadio Nacional de Singapur, Singapur                                    |                                                                           |
|                              | Steve Wooddin 24' · Wynton Rufer 47' |           | Huang Xiangdong 75' | Asistencia: 60.000 espectadores · Árbitro(s): Romualdo Arppi Filho Brasil | Asistencia: 60.000 espectadores · Árbitro(s): Romualdo Arppi Filho Brasil |

## Clasificados
Las dos selecciones clasificadas, Nueva Zelanda y Kuwait, lograron por primera vez clasificarse para una Copa Mundial de Fútbol.
| Bandera de Kuwait | Bandera de Nueva Zelanda |
| Kuwait            | Nueva Zelanda            |